# Tallahatchie
Tallahatchie – rzeka w stanie Missisipi w Stanach Zjednoczonych. Płynie na długości 370 km przez hrabstwa Tippah, Tallahatchie oraz Leflore. Na północ od Greenwood, łączy się z rzeką Yalobusha, tworząc Yazoo, która później uchodzi do Missisipi. 
Nazwa pochodzi prawdopodobnie z języka czoktawskiego i oznacza "skalistą rzekę" (tυli, „skała” oraz hucha, „rzeka”). Zapisywana była w wielu wariantach, m.in. Tallahatchee, Tallahatsie lub Talahatchey. Ostatecznie obecny wariant został zatwierdzony przez United States Board on Geographic Names w 1892 roku.
W górnym biegu, powyżej ujścia swoich dopływów Yocona oraz Coldwater, nazywana również Little Tallahatchie. W pobliżu miasta Sardis rzekę spiętrza zapora ziemna, tworząc jezioro Sardis.
W latach 1863–65 w Union Navy operował parowiec USS Tallahatchie.